# Nematoctonus lignicola
Nematoctonus lignicola är en svampart som beskrevs av Salonen & Ruokola 1968. Nematoctonus lignicola ingår i släktet Nematoctonus och familjen musslingar.   Inga underarter finns listade i Catalogue of Life.